# 安德魯·伊利耶
安德魯·伊利耶（Andrew Ilie，1976年4月18日—）是一位澳洲前男子職業網球運動員，1994年轉職業，期間曾參加2000年夏季奧林匹克運動會，2004年宣布退役。

## 外部連結
- 安德魯·伊利耶（英文/西班牙文）的官方資料
- 安德魯·伊利耶的國際網球總會 職業／青少年 官方資料（英文）
- 安德魯·伊利耶的官方資料（英文）
- Andrew Ilie – Player Profiles - Players and Rankings - News and Events - Tennis Australia （页面存档备份，存于） （英文）